# 미코얀-구레비치 MiG-21
미코얀-구레비치 MiG-21(Mikoyan-Gurevich MiG-21, 나토 명칭 Fishbed)는 소련의 주력 전투기로, 전투기 설계 및 개발기술을 집약해 결함을 줄인 전투기다. MiG-21은 역사상 그 어느 전투기보다도 장기간 생산이 계속됐으며, 어떠한 초음속 전투기보다도 많은 수가 생산돼 세계 도처에서 전투에 참가했다. 전세계적으로 10,000여 대가 생산된 것으로 추정되고 있다. MiG-21은 오래된 전투기지만, 일부 보유국 중에서는 수년 전까지도 엔진, 센서, 무장 등의 개량 노력이 지속된 효율성 높은 전투기로서, 현재도 인도, 중화인민공화국(중국제 개량형 사용), 조선민주주의인민공화국 등지에서 운용하고 있다.
초기에는 정보 부족으로 인해 비슷한 모양의 수호이 Su-9 전투기와 혼동되기도 했다. 제인스 인포메이션 그룹의 "1960년~1961년 세계 항공기" 에서는 (All the World's Aircraft 1960-1961) Su-9의 일러스트를 사용하여 Mig-21을 소개하기도 했다.
북한은 미그 21 180대를 보유해 2010년 기준으로 북한 전투기 중 최다 보유를 하고 있다. 이에 대한민국도 제공호을 포함해서 F-5계열 전투기 180대를 보유해 대응하고 있다. 남북한의 10톤급 전투기로서, 모두 2020년 경에 퇴역할 것으로 보도되고 있다.
중국에서 청두 J-7로 후속 개발이 계속되었으며, 크게 개량하여 FC-1을 개발하였다. 북한이 최근 FC-1을 소량 도입하였다는 보도가 있다.

## 개발 역사

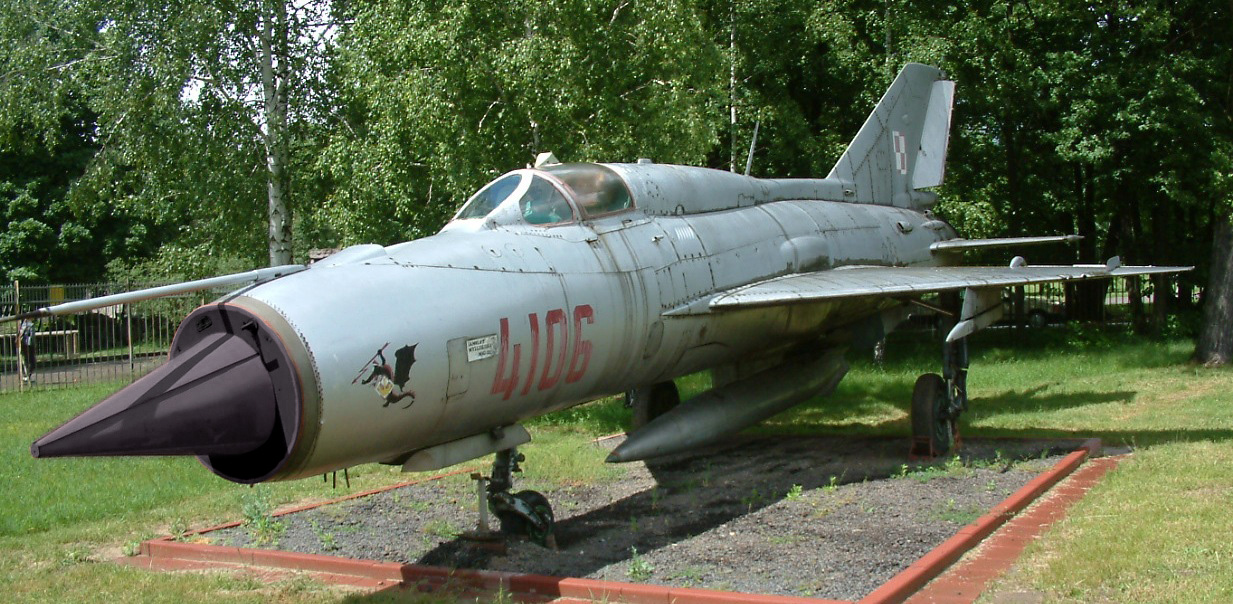
폴란드 공군이 사용했던 MiG-21 PFM

### 개발 배경
MiG-21은 1950년대 초/중반 이후 미국의 제트 폭격기 세력의 증가와 한국전쟁의 전훈에 따라 개발이 시작되었다.
1952년부터 미국 공군은 B-47 폭격기를 4년 동안 2,000대 배치했다. 마하 0.9급의 순항속도를 가진 이 폭격기는 MiG-15와 MiG-17을 무력하게 만들었으며, MiG-19만이 겨우 대적할 수 있었다. 그런데 B-47보다 성능이 우수한 B-52 폭격기가 1952년 4월 17일에 첫 비행을 하고, 1955년 2월부터 실전 배치되기 시작하자 소련의 입장에서는 본토 방공에 심각한 위협을 느끼게 되었고, 이에 대처하기 위한 전투기의 개발이 더욱 절실해졌다. 또한 미국은 B-52 외에도 B-58 허슬러라는 마하 2급 폭격기도 배치하였다.
한국전쟁에서 교훈 또한 보다 고성능의 전투기 개발의 필요성이 대두했는데, MiG-15로 초기에 성능상의 우위를 점유하였던 소련 전투기는 전쟁 후반에 들어서 미국 F-86의 성능개선에 따라 공중전에서 10:1이라는 열세를 면치 못했다. 근거리 선회기동의 공중전에서 속도, 가속선회율, 상승율 등의 성능이 승패를 가름하는데 이에 대한 중요성이 다시 한번 확인되었다.

### 요구조건
1953년 후반, 미코얀 설계국에 하달된 전투기 요구조건은 다음과 같았다.
- 속도: 마하 2
- 최대상승한도: 6만 6천 피트
- 전투기 크기: MiG-17보다 크고 MiG-19보다 작을 것
- 레이더: 거리측정 가능
- 기본 무장: 공대공 미사일 및 기관포 2문
- 우수한 기동성과 이상적인 이착륙 성능을 구비할 것.

이런 요구사항은 B-52폭격기에 대응하기 위한 것이었다. 당시의 기준에서 이 요구 조건은 소형기이면서 마하 2 이상의 속도를 요구하는 것이 문제가 되었다. 기가 작으면, 내부연료탑재량이 제한되고 출력이 큰 대형엔진의 탑재를 제한하게 되기 때문이다.

### 개발
MiG-21의 설계는 소련의 중앙항공유체역학연구소(TsAGi)로부터 많은 영향을 받았다. 주익의 형태는 삼각익과 후퇴익이 검토됐으며, 엔진은 기체의 크기를 감안하여 감안해 단발로 결정했다. 공기흡입구는 가장 심혈을 기울여 많은 검토끝에 결정됐는데, 공기 흡입구 중앙에 있는 센터바디(노스콘)은 속도에 따라 세 가지 위치를 자동조절하게 했으며, 공기흡입면은 실속 방지를 위해 면적을 작게 했다. 저속 및 시동에 대비해 주익 전연 아래에 보조 공기흡입구를 설치했다. 조종계통은 가볍고 효율적인 방도를 추구해 단일유압시스템으로 했으며, 라다와 보조익은 인력에 의한 예비작동방식을 택했다.
1954년, 미코얀 설계국은 삼각익형과 후퇴익형으로 시작기를 제작하기 시작했다. 후퇴익형 시작기 Ye-50은 1955년 후반에 첫 비행을 실시했다. 이때는 원래 탑재 예정이었던 투만스키 R-11 엔진이 생산되지 않아 MiG-19의 엔진인 투만스키 RD-9를 장착하고 보조동력으로서 기체 후미에 로켓 엔진을 장착했다. Ye-50은 주동력과 로켓 동력을 동시에 사용하여 마하 2.3을 기록했다. Ye-50의 시험비행은 항공역학적으로 아무 문제점도 없었다.
R-11엔진을 장비한 후퇴익기인 Ye-2A와 삼각익기인 Ye-5는 1956년 5월과 6월에 각각 첫 비행을 했으며 비행시험결과 Ye-5가 내부연료탑재량이 많아 양산기본형으로 선택됐다.
최초의 양산전시작기인 Ye-6은 비행시험중 엔진실속으로 상실했는데 안정판의 조종에 미비한 점이 발견돼 이 계통을 이중유압 장치로 재설계, 보완했다. 1957년, 이 항공기가 MiG-21로서 정식 채택되어 양산에 들어갔고, 1958년부터 소련 공군에 인도가 시작됐다.

## 개량형
- Ye-2 (NATO명 페이스플레이트) : 후퇴익 시제기
- Ye-4 (I-500) : 첫 번째 삼각익 시제기
- Ye-5 (NATO명 : "'피쉬베드'") : 삼각익 시제기
- Ye-6 : 3대가 만들어진 선행생산형.
- MiG-21 : 첫 번째 생산형

NATO에서 'Fishbed A'로 명명한 이 최초의 양산형은 많은 대수가 생산되지 않았다. 비행조종계통에 아직도 더 개발해야 될 소지가 있었고, 성능상의 미비점이 발견됐다. 엔진은 추력이 부족했으며 엔진의 정비 주기가 100시간이라는 것은 소련의 기준으로서도 수락할 수 없는 것이었다. 초기형의 주 무장은 빔펠 K-13(NATO명 AA-2 '아톨') 공대공 미사일과 NR-30기관포였다. K-13A는 항적을 추적하는 열추적 단거리공대공미사일로서 다. 이 미사일은 중화인민공화국과 중화민국 간에 금문도 상공에서 벌어진 공중전 당시 중화인민공화국의 미그기에 박힌 채 불발된 미국의 AIM-9 사이드와인더를 역분해하여 개발된 것으로 알려졌다. 동체밑에는 MiG-19의 후기형에 장비된 것과 같은 영국의 아덴이나 프랑스의 데파, 미국의 M-39와 같은 회전식 기관포인 NR-30 기관포가 장착되었다. 이 기관포는 와 같은 형의 회전식기관포다. NR-30기관포는 MiG-21의 기수에 장착된 소형 레이다로부터 거리 정보를 받아 간단한 자이로스코프식 조준경을 사용해 사격한다.조종실의 구조는 간단해서 항법용 비콘수신기가 있고 적기까지 MiG-21을 유도할 수 있는 지대공 린크장치가 설계돼 있다. 비상 사출좌석은 특별히 경량설계되어 있으며, 캐노피는 앞으로 젖혀져 탈출시 조종사를 강풍에서 보호해 준다.
- MiG-21F (NATO명 Fishbed-B) : 초기 생산형의 문제점을 개선하여 1959년 후반부터 생산된 기종.

프로토타입은 Ye-6T였고, MiG-21MF라고도 한다.단좌식 주간 전투기로서, 가장 큰 변화는 추력이 10퍼센트정도 강해진 R-11F 엔진을 장비한 것이다. 기타 변화로는 고속시의 안정성 유지를 위해 안정판이 커졌다. NR-30 기관포는 2문을 장비했다. MiG-21F는 당초의 MiG-21에서 발견된 미비점을 대부분 개선하고 대량 생산에 들어갔다. 이 형은 체코슬로바키아의 체크빌트항공사에서도 생산이 시작됐고, 1963년 4월 핀란드에 MiG-21F가 10대가 인도됨으로써 MiG-21의 비밀이 완전히 벗겨졌다.
- Ye-50 : 후퇴익 연구용 기체
- Ye-66 : 단좌기로 세계 속도 기록 갱신을 목적으로 개발.
- Ye-66A : 세계 고도 상승 기록을 갈아치우기 위해 개발.
- Ye-66B :
- Ye-76 :
- Ye-152 (NATO: 플리퍼Flipper) : 미그21보다 크고 고성능 비행기로 개발되었다. 적어도 3가지의 세계 기록을 달성했다.
- MiG-21F-13 (NATO: 피쉬베드C) : 단좌식 주간 전투기.

MiG-21F형을 소폭 개량한 MiG-21F-13은 첫 번째 대량 생산 모델이다. MiG-21F-13은 투만스키 R-11 터보젯 엔진, 빔펠 K-13 단거리 공대공 미사일과 1문의 NR-30 30mm 기관포를 탑재했다. Type 74는 인도 공군용 기체이다. 중화인민공화국의 쳉두 J-7과 J-7의 수출용인 F-7 스카이볼트는 MiG-21F-13을 역분해하여 생산한 것이다.
- 청두 J-7 : 중화인민공화국의 첫 번째 생산 모델.

MiG-21F-13처럼, 단좌식, 단거리 주간 전투기로 개발되었다. 워펜 WP-7 엔진을 사용했다. 알바니아와 탄자니아에 F-7A라는 이름으로 수출되었다. 1960년대초에는 수 대의 MiG-21이 중국에 인도됐고, 그 해 후반에 중소관계가 급격히 악화되자, 소련의 기술 원조는 중단됐다. 이에 중국은 신속히 MiG-21의 기체, 엔진, 미사일 등을 지안항공기공장에서 해체 분석해, 1964년 12월에 '젠(Jian) J-7'로 명명한 중국 최초의 제트 전투기를 첫 비행시켰다. R-11F의 엔진의 복제형은 WP-7B라는 이름으로 셍양엔진공장에서 1960년대 후반부터 생산되고 있다. 1982년에는 중국이 J-7 전투기 80대를 이집트에 인도했는데, 이 형은 캐노피의 개페방식이 변경되고 레이다 경부수신기등의 전자장비가 추가됐다. 그 외에도 J-7기가 이집트에서 조립돼 이라크에 인도된 것도 있다.
- MiG-21FL : MiG-21PF의 수출용 모델

인도에서 Type 77이라는 이름으로 면허 생산되었다. 엔진을 R-11-F2S-300으로 개량하고 레이다를 R2L로 대체한 것이다.
- MiG-21I (NATO: 아날로그) : 초음속 수송기 투폴레프 Tu-144의 설계를 위한 테스트용 기체.
- MiG-21SPS : 동독군용 MiG-21
- MiG-21P (NATO: 피쉬베드D) : 1인승 단좌식 제한된 능력을 가진 전천후 요격전투기. 공대공 미사일로만 무장했다. 나토에서 피쉬베드E로 부르기도 한다.
- MiG-21PF (NATO: 피쉬베드D) : 1인승 단좌식 제한적 전천후 전투기로서 2세대 MiG21이다.

MiG-21PF는 2차 생산 모델이며, 프로토타입은 Ye-7이었다. Type 76은 인도 공군의 이름이다. 나토에서 피쉬베드E로 부르기도 한다. 기존 MiG-21F까지는 지상레이다에 의존해왔으나, MiG-21PF부터 자체 레이다를 장비했다. 이 레이다는 RP21 레이다로서 I밴드 전파에 출력은 100kw였다. 이 레이다의 장비 및 기타 장비의 탑재를 위해 동체 전반부가 개조되었다. 개조에 따른 중량증가로 바퀴가 커졌으며, 엔진은 추력이 강한 R11-F2S로 바뀌어 중량증가에 따른 성능저하를 보완했다. 1961년부터 생산되었다. 양산형은 안정판의 확대, 파이론의 추가설치 등 외형적인 것뿐만 아니라 전자장비도 계속 개량되었는데, 데이타링크가 개비된 MiG-21PF는 '피쉬베드E'로 개칭됐다.
- MiG-21PF (SPS) (NATO: 피쉬베드E) :
- MiG-21PFM (NATO: 피쉬베드F) : 단좌식 제한적 전천후 전투기로서 성능이 향상된 레이다와 더 강력한 R-11-F2S-300 엔진을 장착하고, 비상사출좌석의 신뢰성을 향상시켰다. MiG-21PFS의 성능 향상형이다.
- MiG-21PFS (NATO: 피쉬베드F) : 1인승 단좌식 제한적인 전천후 전투기.
- MiG-21 (NATO: 피쉬베드G) : 단거리 이착륙 실험기
- MiG-21R (NATO: 피쉬베드H) : 단좌형 전술 정찰기. MiG-21PFM을 개조. Gsh기관포대신에 카메라를 장착해 이집트 공군에서 운용하고 있다.
- MiG-21RF (NATO: 피쉬베드H) : 1인승 단좌형 전술 정찰기로서 MiG-21MF를 개조했다

구 동구에서 사용하는 정찰형으로서 카메라외에도 ECM,IR센서, 레이다경부수신기(RWR)등을 장비하고 있다.
- MiG-21S (NATO: 피쉬베드J) : 나토명 MiG-21PFMA

레이다를 R-22로 교체하고 비상사출좌석의 개량 및 무장장착능력을 향상시킨 타입으로서 외부 건포드에 Gsh-23 기관포를 장착했다. Gsh23기관포는 2연장의 기관포로서 분당 발사율 3천발, 유효사정 1000m다. 나토에서는 MiG-21PFMA로 분류했으며, 인도 공군은 E-8로 명명했다.
- MiG-21SM : R13-300 엔진을 달아 성능을 개량한 단좌식 요격전투기형.
- MiG-21PFV : 고고도용
- MiG-21M : 투만스키 R-13 터보젯 엔진을 장착한 수출용. 인도에서 1970년부터 인도 힌두스탄 항공사에서 생산하기 시작했다.
- MiG-21MF : 투만스키 R-13 터보젯 엔진을 장착한 수출용 모델

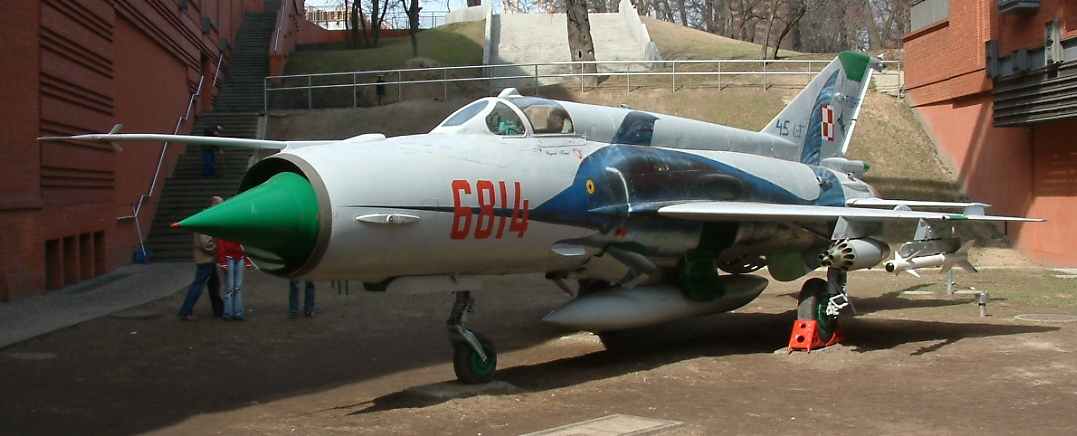
3 전술비행대 마킹을 한 폴란드 공군의 MiG-21MF

- MiG-21MF (NATO: 피쉬베드J) : 1인승 단좌식 다용도 전투기형. RP-22 레이다와 R-13-300 엔진을 장착했다. 티타늄을 사용해 전투기로서 전반적인 성능을 향상시켰다.
- MiG-21SMT (NATO: 피쉬베드K) : 단좌식 다용도 전투기

조종석 뒤의 동체상부를 개조해 기체네 연료탑재량을 증가시킴으로써 MiG-21의 단점인 항속능력의 부족을 보완했고, ECM 능력을 개량한 한 형이다. 이 형은 공대공 무장으로서 빔펠 K-13 공대공 미사일 4발을 장착하고 있다. 투만스키 R-13 엔진 사용.

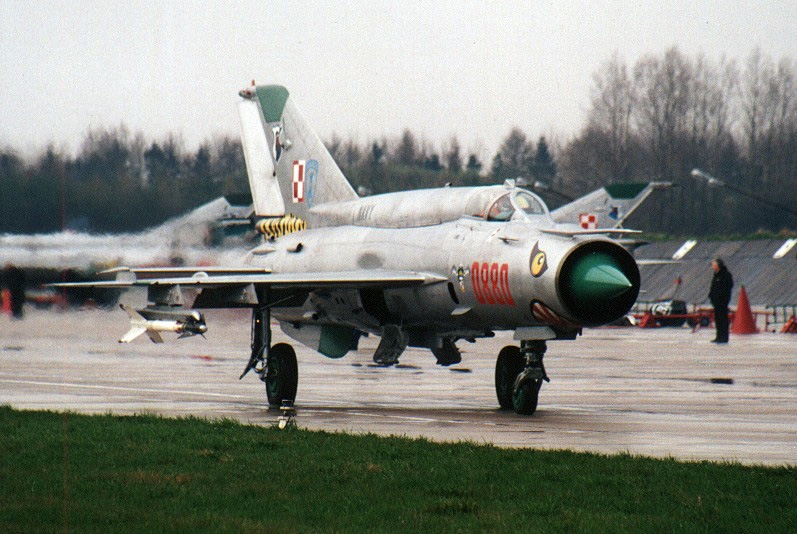
폴란드 공군의 MiG-21 bis. 1 해군 전투기 편대의 마킹

- MiG-21 bis (NATO: 피쉬베드L 및 피쉬베드N) : 1인승 단좌형 다용도 전투기 겸 지상공격기. 최후 생산 모델이며, 이 모델은 투만스키 R-25-300 엔진을 장착했다.

MiG-21 bis는 1970년대 초반에 생산에 들어갔으나, 1978년 핀란드에 제공될때까지 공식적으로 알려지지 않았다. MiG-21bis는 MiG-21MF와 유사하며 나토명은 "피쉬베드L"(전기형)과 "피쉬베드 N"(후기형)이다. 신형계기 착륙장치를 장비하고 있으며, 가장 중요한 개조내용은 추력 11,500Ib의 신형 R-25엔진을 장비한 것으로, R-11이나 R-13-300보다 추력이 20퍼센트 증가했으며, 후연기 사용시에는 추력이 19,800Ib로 R-13엔진과 비교하여 36% 향상되었다. MiG-21bis의 후기형은 HUD를 장비하고 있으며, 무장은 MiG-23용으로 개발된 R-60(AA-8, 나토명 '알피드') 공대공 미사일을 장비하고 있다. MiG-21bis는 1979년부터 인도에서 생산이 개시돼 1984년까지 약 120대가 생산되었는데, 이것이 MiG-21 계열에서는 최종형이다. 그러나 같은 파생기이면서도 이름이 다른 중국제 쳉두 J-7은 1987년까지 생산된 것으로 추정된다.
- MiG-21U (NATO: 몽골A : MiG-21F-13의 복좌훈련기. 인도 공군에서는 Type 66으로 명명.
- MiG-21US (NATO: 몽골B : 복좌훈련기. 인도 공군은 Type 68로 명명.
- MiG-21UT : 복좌 훈련기.
- MiG-21UM (NATO: Mongol-B) : MiG-21MF을 개조한 복좌 훈련기.
- JJ-7 : 중국제 J-7을 개조한 복좌 훈련기이며, FT-7은 수출용 모델에 붙인 이름이다.
- MiG-21-93 바이슨 : 신형 파조트론(Phazotron) 코표(Kopyo) 경량 다목적 레이더를 장착해 공대공 및 지상 공격 능력을 크게 향상시킨 개량형으로 인도가 채용하였다.
- MiG-21 랜서 : 루마니아 공군에 제시된 성능 향상형이다.
- J-7II : J-7의 업그레이드 버전이다. 단좌식 제한적 능력을 지닌 전천후 전투기로 개발되었다. 30mm 기관포를 장비했으며, 더 강력한 WP-7B 엔진을 장착했다. 이집트, 수단, 이라크에 F-7B라는 이름으로 수출되었다.
- J-7E : J-7II/F-7B를 교체하기 위해 J-7II를 1987년 개량하여 J-7E를 만들었다. WP-13F 터보젯 에진, 영국의 GEC-Marconi Super Skyranger 레이더, 내부연료탑재량 증가, 성능 향상이 이루어졌다. J/F-7M 보다 45% 기동성이 향상되었다. 이착륙거리가 600 m 로 짧아졌다. 기존엔 이륙거리 1,000 m 착륙거리 900 m였다. J-7 패밀리 중에서 최초로 HOTAS를 장착했다. 이후의 버전의 표준이 되었다. J-7 패밀리 중에서 최초로 HMS를 장착했다. 그러나 HMS는 레이더와 연동되지 않아 레이더로 조준하거나 HMS로 조준하거나 조준모드를 택일해야만 한다.
- J-7MG : 성능 개량형
- J-7III : 1인승 단좌식 전천후 전투기. 워펜 WP-13 터보젯 엔진 장착
- F-7BS : 스리랑카 수출형
- F-7M 에어가드 : 방글라데시, 이란, 미얀마, 짐바브웨 수출형
- F-7MP : 파키스탄 수출형
- F-7P 스카이볼트 : 파키스탄 수출형
- G15 VMT :
- J-7G : HMS와 레이더가 연동되어 PL-8, PL-9 공대공 미사일을 조준할 수 있다.

### 업그레이드 프로그램

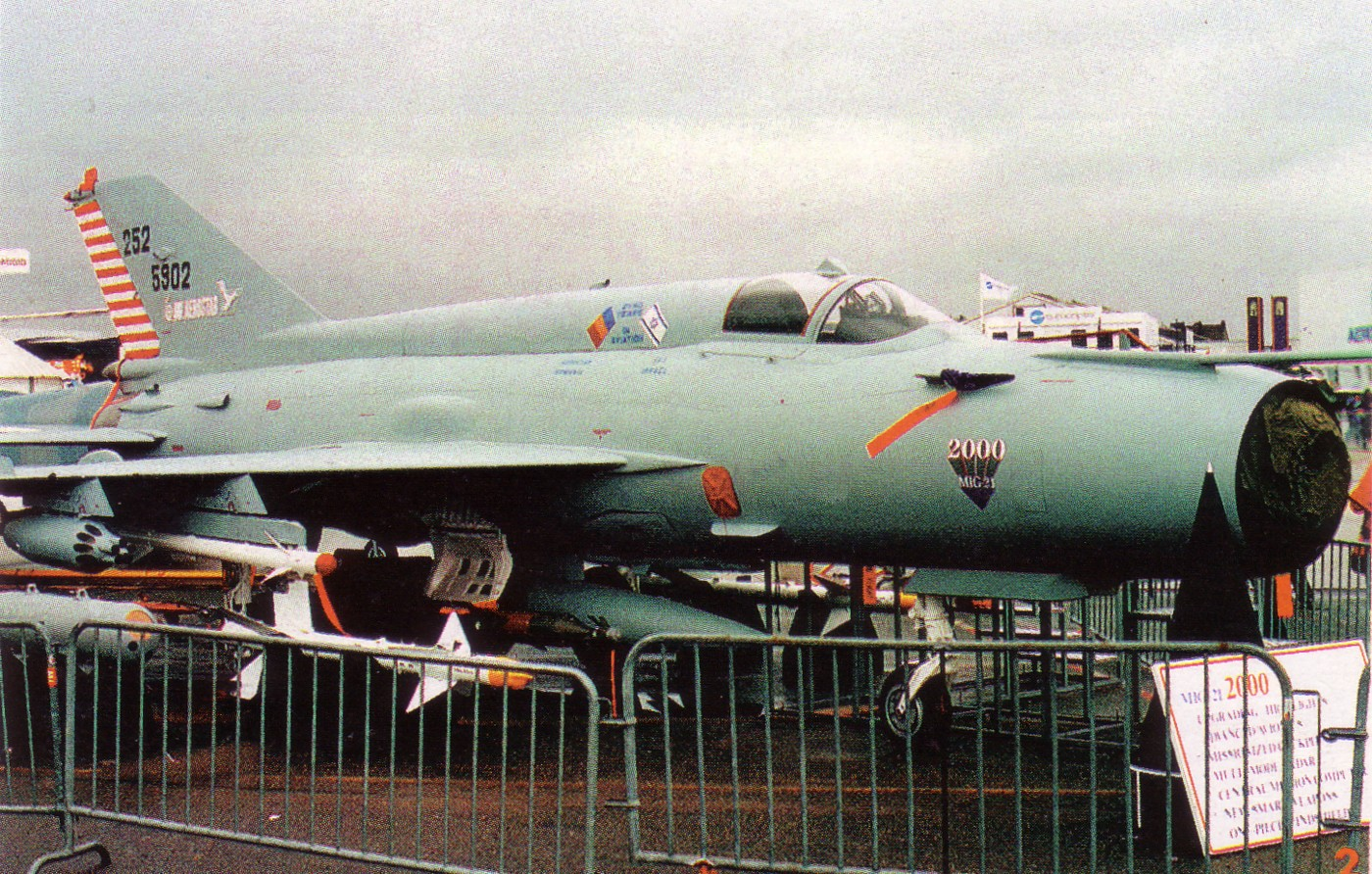
MiG-21 2000

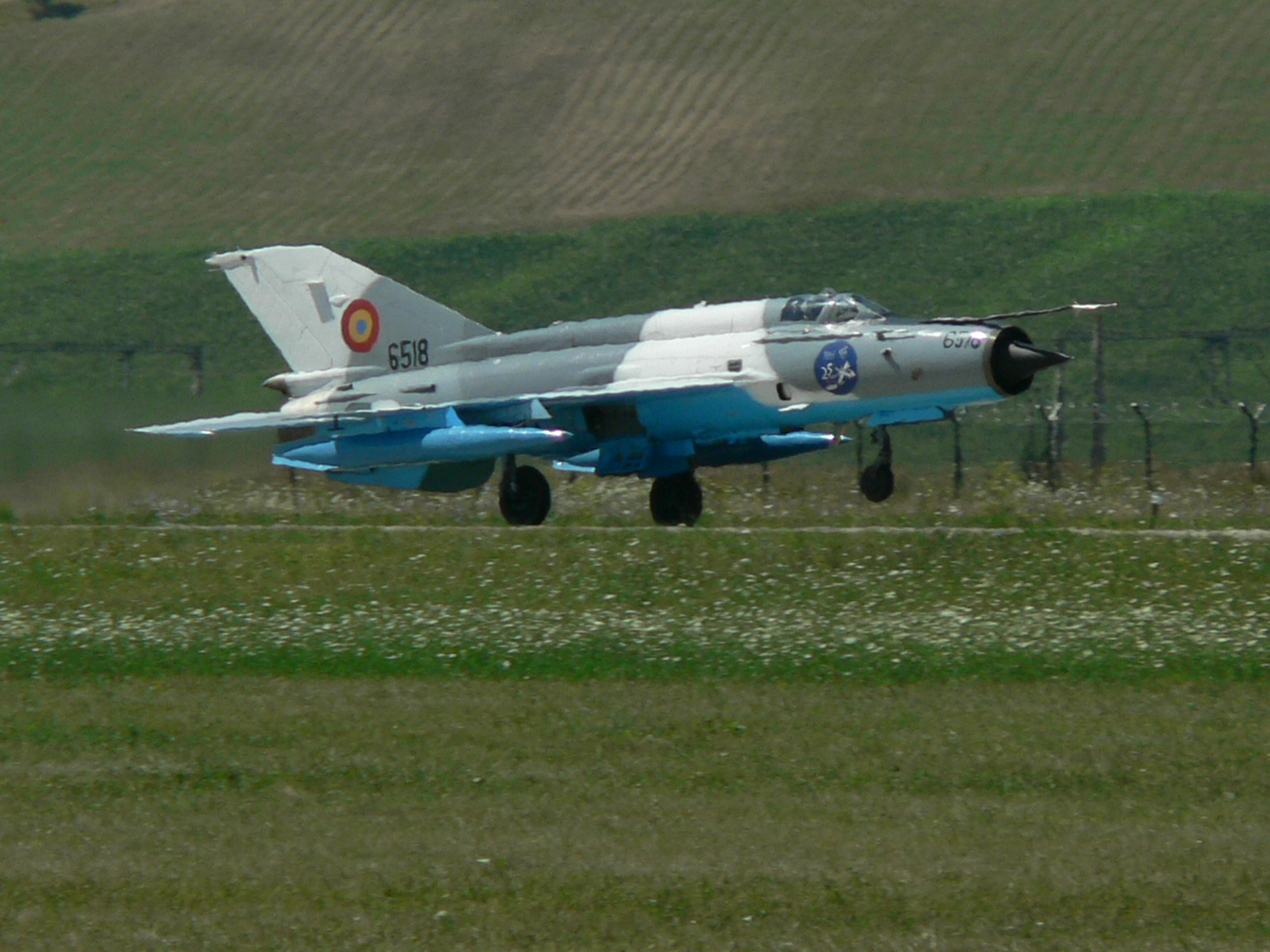
MiG-21 LanceR 'C' taking off from the RoAF 71st Air Base

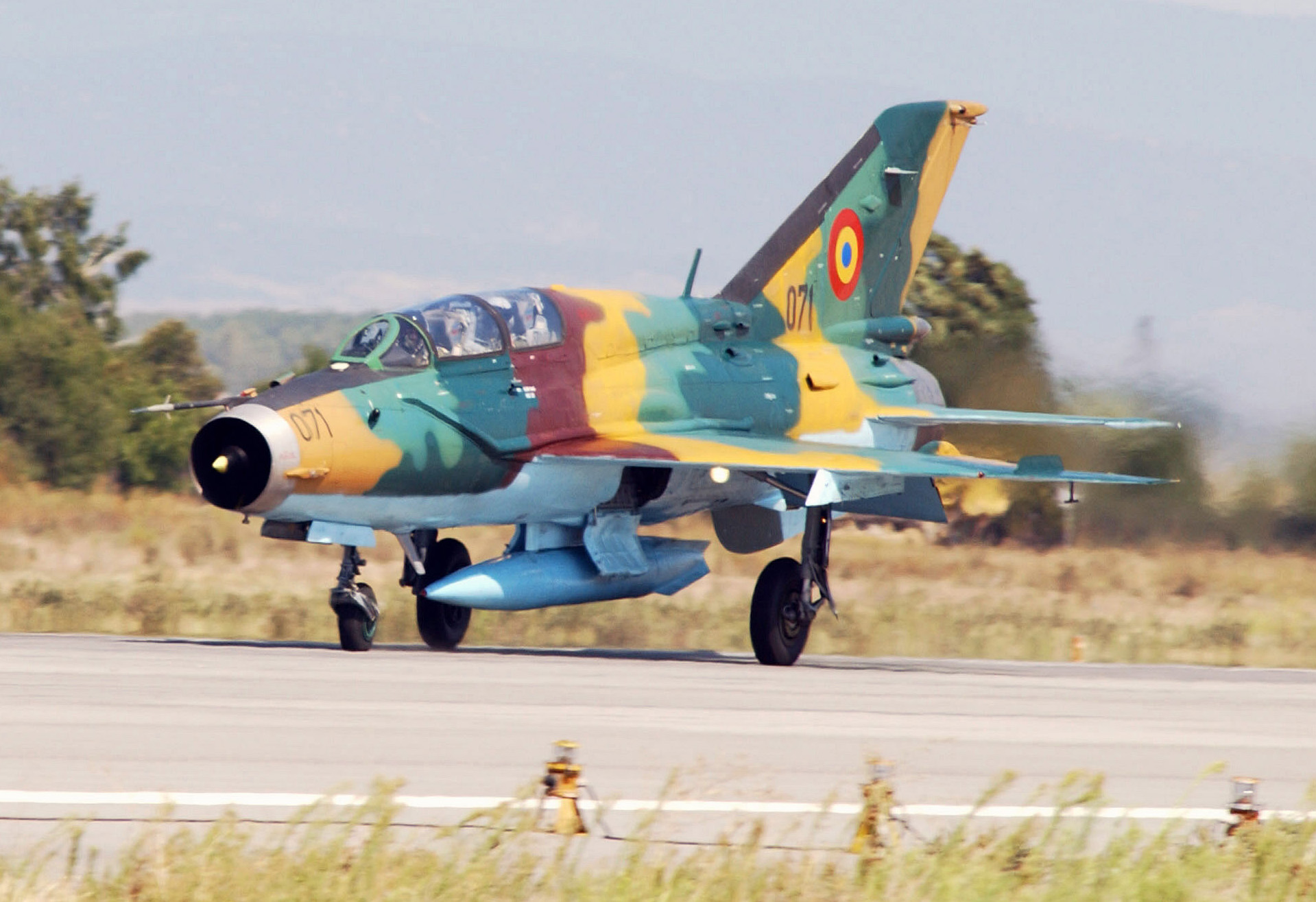
Romanian Air Force MiG-21 UM LanceR-B

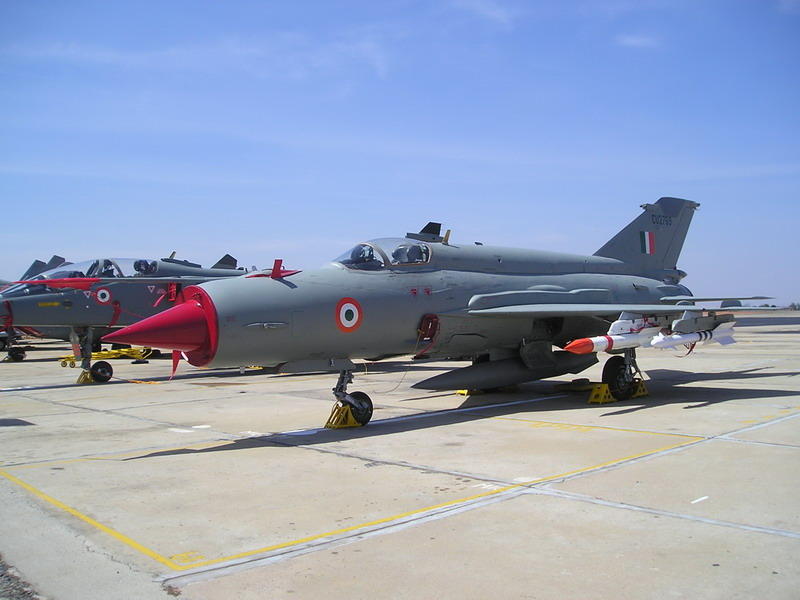
IAF MiG-21 Bison

MiG-21-93
러시아는 현재 MiG-21 후기형을 MiG-21-93로 업그레이하는 패키지를 제공하고 있다. 이 패키지에는 항법장비의 개량과, MiG-29에서 사용되는 N010 Zhuk 레이더의 소형 버전인 Kopyo 펄스 도플러 레이더의 장착이 포함되어 있다. 이를 통해 비가시거리인 빔펠 R-77을 발사할 수 있다. 듀얼 스크린 HUD, 헬멧 마운트 목표지시기, 고성능 FCS가 포함된다.
MiG-21-2000
1인승 21세기 버전 수출형이다. 이스라엘 국영회사 IAI가 만들었다.
MiG-21 LanceR
루마니아 공군을 위한 업그레이드 버전. 이스라엘 엘빗사와 루마니아 Aerostar SA사가 참여했다. LanceR-A 버전은 동서방의 정밀폭격무기 장착이 가능한 지상 공격용이다. R-60, 빔펠 R-73, 파이톤 3 공대공 미사일도 장착한다. LanceR-B 버전은 훈련기 버전이며, LanceR-C 버전은 요격기 버전이다. 2개의 LCD MFD, 헬멧 마운트 사이트, 엘타 EL/M-2032 레이더를 장착했다.
MiG-21 Bison
수출형 버전. 인도 공군이 첫구매했다. Kopyo 레이더를 장착했다. 이 레이더는 동시에 8개의 목표물을 추적하며, 빔펠 R-27과 같은 세미액티브레이더 유도 미사일 2개를 동시에 지시해 줄 수 있으며, 액티브레이더 유도 미사일인 빔펠 R-77도 발사할 수 있게 한다. 러시아는 이 버전이 초기형 F-16과 동등한 성능을 지닌다고 주장했다. 인도와 미국간의 합동공중전에서 F-15 와 F-16에 대항해 좋은 성능을 발휘했다.
MiG-21-97
MiG-21-93을 업그레이드 했다. MiG-29에서 사용하는 클리모프 RD-33 엔진을 장착했다. 러시아는 Ramenskoye Airport에서의 가상공중전에서 F-16 전투기를 4:1로 이긴다고 주장했다.

## 제원

미그21의 삼면도

### MiG-21PF형
일반 제원
- 길이: 16.65m
- 넓이: 7.16m
- 높이: 4.5m
- 주익 면적: 22.9m
- 자체 중: 6,200kg
- 엔진: R-25터보제트 X 1
- 기내 연료탑재량: 2900리터

성능
- 이륙중량(정상): 8,750kg
- 최대이륙중량: 10,000kg
- 익면 하중: 435kg/m
- 추력: 13,000lb
- 최대추력(후연기사용): 19,850lb
- 최대 속도: 마하 2.1

무장
- Gsh-23 23mm 기관포
- 1500kg무장장착대 4개
- 빔펠 K-13(나토명 : AA-2 아톨) 2발, 몰니야 R-60(나토명 AA-8 아피드) 2발
- 폭탄 및 로켓

### MiG-21 BIS형
최종 개량형인 MiG-21 BIS형의 제원은 다음과 같다.
제원
- 승무원: 1명
- 길이: 15.76 m (51 ft 8 in)
- 넓이: 7.15 m (23 ft 5 in)
- 높이: 4.12 m (13 ft 6 in)
- 주익 면적: 23 m² (247.5 ft²)
- 자체 중량: 5,350 kg (11,800 lb)
- 이륙 중량: 8,726 kg (19,200 lb)
- 최대 이륙 중량: 9,660 kg (21,300 lb)
- 엔진: 1× 투만스키 R-25-300 터보젯 엔진, 70 kN (15,700 lbf)
- 외부 보조 연료 탱크 장착 가능: 450리터

성능
- 최대 속도: 마하 1.8 (2230 km/h, 1385 mph)
- 항속거리: 450-500 km (280-310 mi)
- 실용 상승 한도: 19,000 m (62,300 ft)
- 상승 속도: 120 m/s (23,600 ft/min)
- 익면 하중: 379 kg/m² (77.8 lb/ft²)
- 중량 대비 추력: 0.82

무장
- Gsh-23 23mm 기관포
- 1500kg무장장착대 4개
- 빔펠 K-13(나토명: AA-2 아톨) 2발, 몰니야 R-60(나토명 AA-8 아피드) 2발
- 폭탄 및 로켓

### MiG-21F-13
일반 특성
- 승무원: 1
- 길이: 15.76 m ()
- 날개폭: 7.154 m ()
- 높이: 4.1 m ()
- 최대이륙중량: 7,100 kg ()
- 엔진: 1× Tumanskiy R11F-300 애프터버닝 터보팬

성능
- 최대항속거리: 1,580 km ()
- 상승한도: 19,000 m ()

무장
- 1x internal 30 mm NR-30 cannon, plus
- 2x K-13 or K-13A (R-3S) AAM or
- 2x 500 kg (1,102 lbs) of bombs

### MiG-21-93
일반 특성
- 승무원: 1
- 길이: 14.5 m ()
- 날개폭: 7.154 m ()
- 높이: 4.125 m ()
- 최대이륙중량: 8,825 kg ()
- 엔진: 1× Tumanskiy R25-300 터보팬

성능
- 최대항속거리: (internal fuel) 1,210 km ()
- 상승한도: 17,800 m ()

무장
- 1x 내부 23 mm GSh-23 기관포, 그리고
- 2x R-27R1 또는 R-27T 또는 4x 빔펠 R-77 또는 4x R-60M 또는 R-73E AAM 또는
- 2x 500 kg (1,102 lbs) 폭탄

## 생산 대수
MiG-21의 정확한 생산대수는 알려지지 않았다. 서방측 전투기 중 가장 많이 생산된 기종은 F-4 팬텀으로 약 5,000여 대가 생산되었는데, 그보다 많은 것은 분명하다. 소련에서 생산된 것만 약 6,500 ~ 7,000대이며, 인도의 힌두스탄 항공사에서 약 400대, 중국의 지안에서 약 400대, 체코에서 200대 정도가 생산된 것으로 추정된다. 결과적으로 총생산대수는 7500~8000대라는 추정인데 약 1만대에 달한다는 추측도 있다.

## 운용국가
MiG-21과 J-7 등 MiG-21의 파생형들을 운용하고 있는 국가들은 다음과 같다. 다음 목록에서 J-7(f-7)은 중화인민공화국이 MiG-21을 바탕으로 독자 개량한 전투기다.

### 현재 운용국가
- 쿠바
- 캄보디아
- 베트남
- 중화인민공화국 (독자 개량형인 J-7 및 그 파생형)
- 파키스탄 (J-7)
- 인도
- 방글라데시 (J-7)
- 스리랑카 (J-7)
- 이란 (J-7)
- 라오스
- 북한 (MiG-21 & J-7)
- 몽골
- 예멘
- 세르비아
- 미얀마 (J-7)
- 시리아
- 아제르바이잔
- 앙골라
- 이집트 (MiG-21 & J-7)
- 에티오피아
- 에리트레아 (MiG-21BiS 6대를 공군에서 전술기로 운용중이라는 소리가 있으나 확실치 않다.)
- 나미비아 (J-7)
- 나이지리아 (J-7)
- 리비아
- 수단 (J-7)
- 잠비아
- 우간다
- 탄자니아 (J-7)
- 짐바브웨 (J-7)
- 말리

### 이전 운용국가
- 소련 (1991년 연방 해체로 생겨난 신생 국가들이 나누어 가졌다.)
- 이라크
- 알제리
- 알바니아 (J-7)
- 헝가리
- 불가리아
- 핀란드
- 체코슬로바키아 (1993년 해체후 체코와 슬로바키아가 나눠가져 운용한 적이 있다.)
- 체코
- 슬로바키아
- 폴란드 581대를 운용했다 (MiG-21F-13, MiG-21PF, MiG-21PFM, MiG-21M, MiG-21R, MiG-21MF, MiG-21bis, MiG-21U, MiG-21US, MiG-21UM)
- 조지아
- 아프가니스탄
- 투르크메니스탄
- 키르기스스탄
- 인도네시아
- 우크라이나
- 벨라루스
- 러시아
- 부르키나파소
- 루마니아[2]
- 유고슬라비아 (1990년대 연방 해체후 세르비아 공군의 기체로 승계)
- 모잠비크
- 차드
- 기니
- 기니비사우
- 콩고 민주 공화국
- 콩고 공화국
- 소말리아
- 마다가스카르
- 북예멘 (1990년 예멘 통일후 통일 예멘군에 흡수,편입)
- 남예멘 (1990년 예멘 통일후 통일 예멘군에 흡수,편입)

## 실전 기록
MiG-21은 개발 이후 여러 전쟁에서 실전에 참가했다.
인도-파키스탄 전쟁
인도와 파키스탄은 모두 MiG-21을 운용하고 있었다. 파키스탄의 MiG-21은 중화인민공화국에서 독자적으로 Mig-21을 개량한 청두 J-7의 개량형 중 하나인 J-7MP를 운용했다. 인도공군은 운용중인 Mig-21 bis와 M/MF 128대를 Mig-21-93 바이슨으로 개량해 2015년까지 운용할 예정이다.
중동 전쟁
1960년대와 1970년대에 걸쳐 이집트, 이라크, 시리아의 MiG-21이 이스라엘과의 중동 전쟁에서 투입되었다. 1960년대에는 이스라엘 공군의 F-4 팬텀과 A-4 스카이호크와 싸웠으며, 1980년대에는 F-15 이글이나 F-16 파이팅팰콘과 싸웠다. 1960년대에 중동 국가에 MiG-21이 대량 공급되었지만, 3차 중동 전쟁에서는 이스라엘 공군의 선제 공격으로 지상에서 파괴되어 실제 전투는 치러보지 못했다. 하지만, 이후에도 상당수의 MiG-21이 중동 국가에 보급되었다. 소련의 아프가니스탄 침공 당시 초기 단계에서 투입되기도 했다.
베트남 전쟁
1965년말 MiG-21PF형이 북베트남 공군에 제공되었다. 임무는 비교적 좁은 지역에서 방공작전이었고, 소련에서 공급된 레이다와 지대공유도탄, 그리고 관제시스템이 통합 운용되었다. 북베트남 공군은 미국 공군 및 미국 해군의 폭격기나 전투기들이 접근하면 긴급 출격하여 지상 레이다 관제소의 정확한 유도하에 적기에 대한 요격 임무를 수행했다. 분명히 MiG-21은 초기의 F-4에 비해 근접공중전에서 우월했으나, 시야와 기동성에 제한이 있어 전쟁기간 중 시종 수세에 몰렸다. 하지만 미국은 MiG-21과 격투전에 상당히 고생한 끝에 전투기 조종사들의 근접격투전 능력(소위 "독파이트, dog fight") 배양을 위해 탑건(Top Gun)제도를 시행하게 되었다.
유고슬라비아 전쟁
유고슬라비아는 1962년 소련에서 MiG-21을 구입했다.당시 유고슬라비아가 소련으로부터 구입한 MiG-21 전투기는 MIG-21F-13형이었으나 이후 MiG-21PFM형,M형,MF형,BiS형등 다양한 형태의 MiG-21 전투기들을 소련으로부터 대량 구입했고, 1970,80년대 당시 유고슬라비아 공군이 운용하던 MiG-21 전투기의 댓수는 100대를 넘을 정도였다. 그러나 1991년 유고슬라비아 연방에 속해있던 슬로베니아 공화국과 크로아티아 공화국이 연방에서 탈퇴,분리 독립을 선포하면서 유고슬라비아 연방은 여러개의 나라들로 쪼개져 분열,붕괴되기 시작했고 이에 유고슬라비아 정부가 연방에서 탈퇴한 두 공화국들을 상대로 군사적 침공을 감행하면서 이로 인해 유고슬라비아는 사실상 전쟁 상태에 돌입했는데 전쟁 과정에서 유고슬라비아 공군의 MiG-21 전투기들이 실전에 투입되어 크로아티아와 슬로베니아로 침공하는 유고슬라비아 육군을 지원하는 역할을 담당했다. 그러나 전쟁 와중에 크로아티아도 유고슬라비아 공군에서 탈출하여 크로아티아측으로 귀순한 크로아티아계 출신 조종사들이 몰고 온 MiG-21 기체 3대를 확보하고 옛 소련에서 분리 독립되어 나온 우크라이나로부터 MiG-21 25대를 비밀리에 밀수도입하여 MiG-21을 공군 전투기로 운용했다.이후 유고슬라비아 공군의 MiG-21은 크로아티아,보스니아,코소보등 계속되는 구 유고 지역의 전쟁으로 파괴되거나 손실되어 그 수가 줄었고 유고슬라비아 전쟁 이후 남아있던 유고슬라비아 공군의 MiG-21 기체들은 유고슬라비아 연방에서 분리독립되어 나온 세르비아 공화국에 승계되어 현재 세르비아 공군에서 운용 중이다.

## 북한

### 미그21bis
1999년 7월 북한은 카자흐스탄에서 미그21bis 40대를 부품으로 수입해 조립했다. 카자흐스탄 외무장관은 38대를 정부승인 없이 부품으로 밀수했으며, 미그기 반환을 북한에 요구했으나, 북한은 수입한 사실 자체를 부인했다.
한국 김대중 정부는 카자흐스탄에 항의하였으며, 미국도 우려를 표시했다. 이 밀매사건에 연루된 무크타르 알틴바예프 국방장관, 누르타이 아비카예프 국가안보위원회(KGB) 위원장이 해고되었으며, 기업인 알렉산더 페트렌코가 기소되었다. 그러나, 무크타르 알틴바예프 국방장관은 무죄판결을 받고 다시 국방장관이 되었고, 기업인은 5년형을 받았으나 사면되었다. 무크타르 알틴바예프 국방장관은 다시 임명된 후, 900대의 전투기 중 600대를 중고로 수출해야 한다고 주장했다.
한국 김대중 정부의 정보당국은 대당 20만달러라는 헐값에 구입한 미그 21 전투기는 F-15K 전투기의 1/500 가격에 불과한 것으로 새로운 위협으로 보기 어렵다고 보았다. 반면에 야당인 한나라당은 김대중 정부와 현대그룹이 제공한 돈으로 미그기를 산 것이라며 크게 항의했다.
2000년 7월 19일 러시아 일간신문 브레먀 MN은 북한이 수입한 미그기가 사실상 비행능력을 상실한 것에 불과하다고 평가했다.
2013년 7월 북한은 쿠바에서 미그21bis 2대와 엔진 15개를 수입하려다 적발되었다. 쿠바 외교부는 수출이 아니라 쿠바 전투기이며 수리를 위해 북한에 보내려던 것이라고 변명하였다. 미그21bis는 1972년 이후에 생산된 것으로서, 미그21 시리즈 중에서 가장 대형인 Tumanskiy R25-300 터보젯 엔진을 장착했다.
인도는 1980년부터 1987년까지 미그21bis를 라이센스 생산하였으며, 2000년을 전후해 미그21bison으로 개량하였다. 인도미국 연합공군훈련에서 미그21bison은 F-15와 F-16에 대적하여 상당한 성능을 보였다. 러시아는 미그21bison이 F-16 초기형의 성능을 가진다고 주장한다. 미그21bison은 파조트론사의 코표 레이다를 장착하여 8개 목표물 동시추적과 그 중 2개 목표물을 동시공격할 수 있으며, 사거리가 100 km가 넘는 러시아판 암람 미사일인 빔펠 R-77을 발사할 수 있다.
한편, 2013년 기준으로 미그21 최신 업그레이드 버전은 미그-21 bison 바로 다음에 나온 미그-21-97이다. 1997년에 처음 개조되었으며, 미그21bis 보다 더 고출력인 미그29의 RD-33 엔진을 장착했다. 러시아는 공중전에서 F-16을 4대 1로 이긴다고 주장한다.

## 같이 보기
- 청두 J-7